# 陳燦 (光緒進士)
陈灿（1842年—1912年），字崑山，贵州貴筑縣（今屬贵阳市）人。清末政治人物。

## 生平
陈灿出生书香世家，自幼好学。同治八年（1869年）中举人，光绪三年（1877年）成进士，以主事用，签分吏部。光绪五年（1879年）捐知府，调往云南试用，历官顺宁府、云南府知府，升迤东、迤南、迤西道。光绪二十八年（1902年）任云南粮储道，三十年（1904年）署按察使，旋实授，升布政使。光绪三十三年（1907年）调任甘肃按察使。宣统三年（1911年）任按察使。民国元年（1912年）回籍，卒于家中。
光绪二十五年（1899年）任迤南道期间，偕同腾越镇总兵刘万胜与英国钦差司格德会勘滇缅边境南段南定河至邦桑一带的边界，寸土必争，今孟马有纪功碑。此后又两次勘界，严厉制止英国窃取领土。著《宦滇存稿》五卷、《知足知不足斋文存》二卷，曾参修续《云南通志》、《甘肃通志》。